# Oyi
Oyi è una delle ventuno aree di governo locale (local government areas) appartenente allo stato di Anambra, in Nigeria. 
Nel censimento del 2006 contava 168.029 abitanti.